# Uljanowski Zakład Mechaniczny

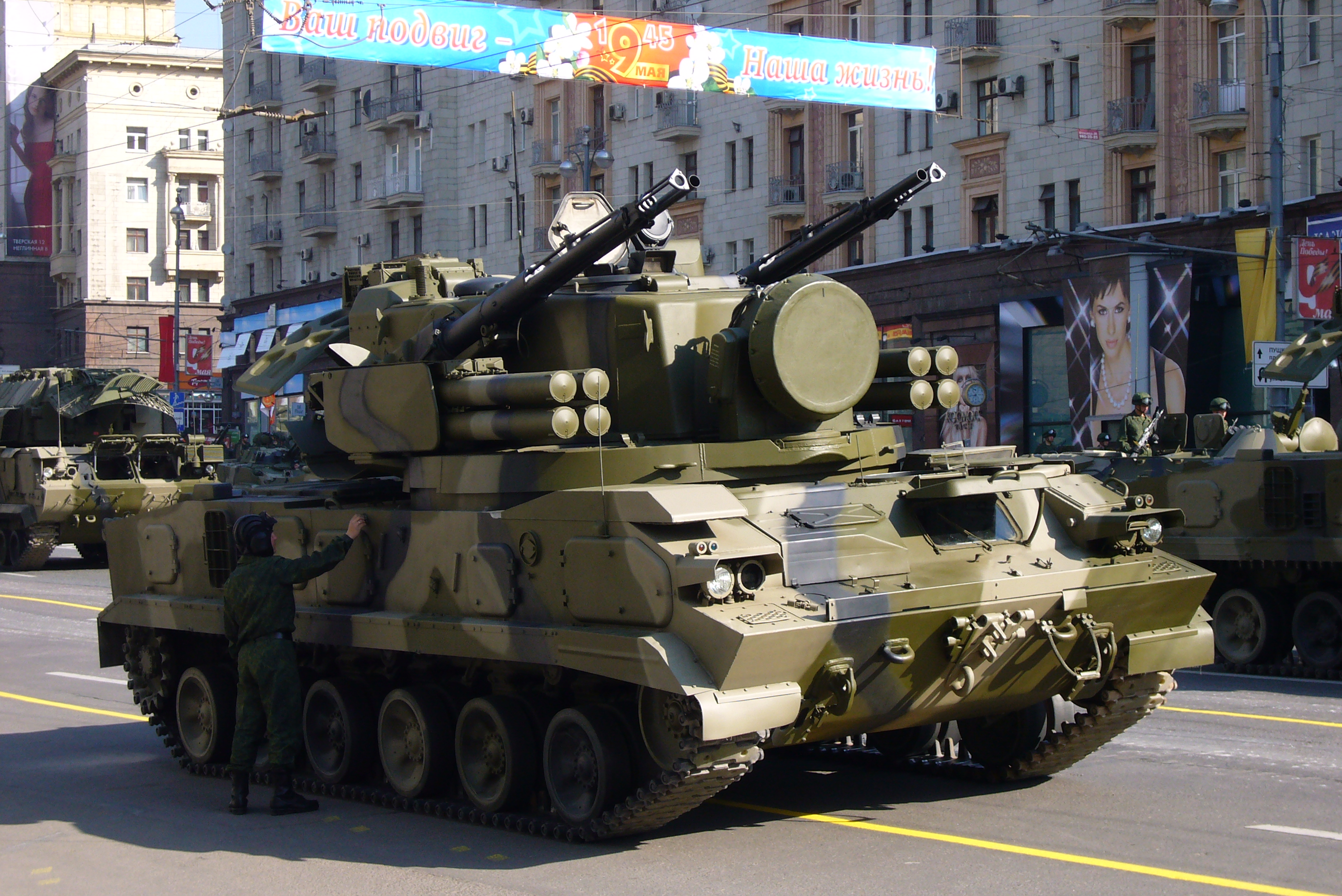
System przeciwlotniczy Tunguska

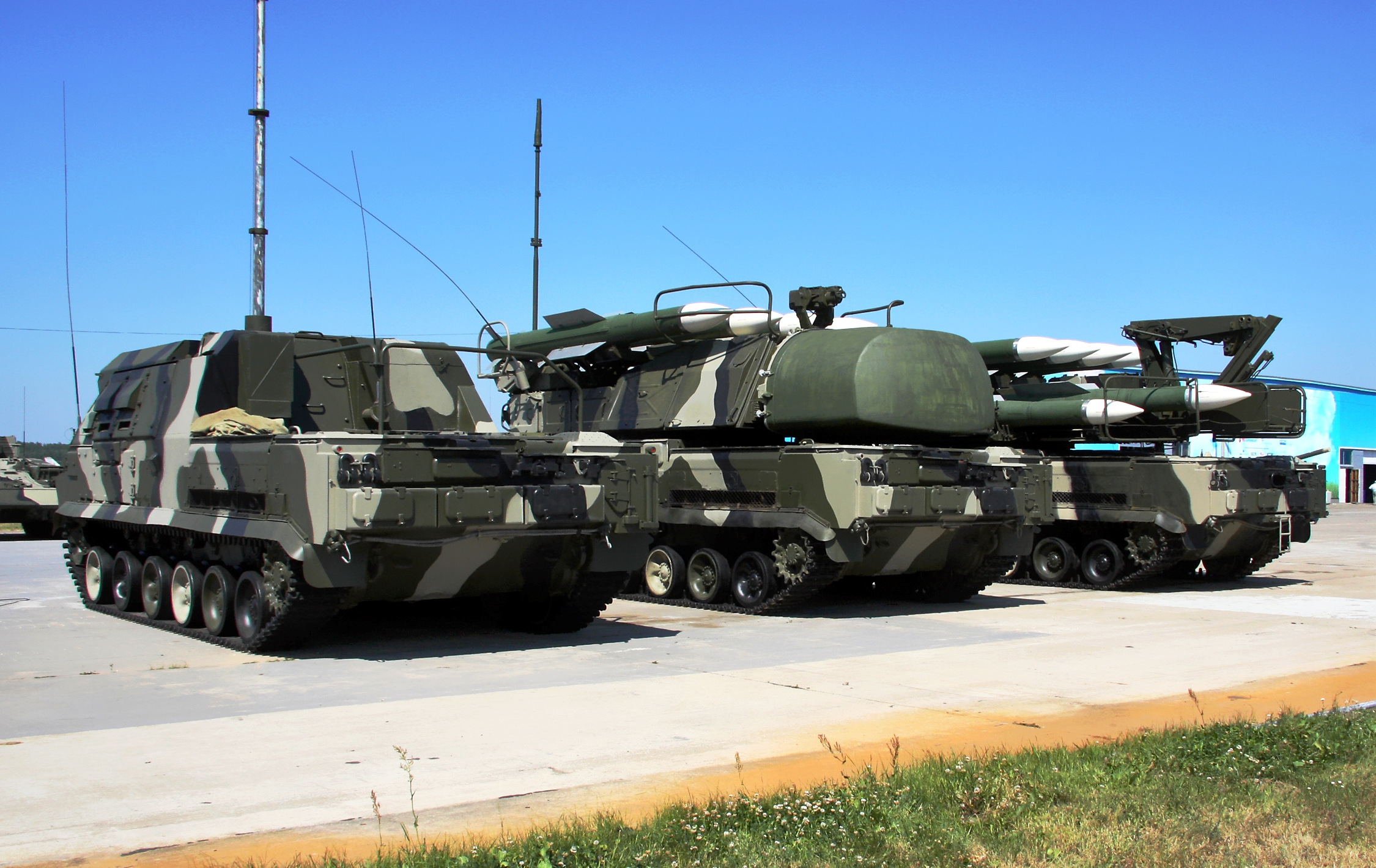
System przeciwlotniczy Buk

Uljanowski Zakład Mechaniczny (ros. АО «Ульяновский механический завод» – ОАО «УМЗ»; potocznie „UMZ”) – rosyjskie państwowe przedsiębiorstwo wojskowo-przemysłowe z siedzibą w Uljanowsku. Specjalizuje się w produkcji systemów obrony powietrznej krótkiego i średniego zasięgu oraz systemów radarowych.
Poza produkcją dla wojska zakłady produkują drobny sprzęt medyczny oraz aparaturę pomiarową dla przemysłu paliwowego i energetycznego.
Przedsiębiorstwo powstało w 1951 roku jako wydział Uljanowskich Zakładów Motoryzacyjnych, w 1966 roku przekształcone zostało w odrębne przedsiębiorstwo. Obecnie wchodzi w skład koncernu Ałmaz-Antiej.
W „UMZ” produkowano seryjnie następujące zestawy przeciwlotnicze:
- 1966 rok – samobieżne działo przeciwlotnicze ZSU-23-4,
- 1967 rok – system kierowanych rakiet ziemia–powietrze Kub
- 1980 rok – system kierowanych rakiet ziemia-powietrze Buk
- 1981 rok – samobieżny artyleryjsko-rakietowy system przeciwlotniczy Tunguska

Rada Unii Europejskiej nałożyła na przedsiębiorstwo sankcje za wspieranie działań podważających integralność terytorialną, suwerenność i niezależność Ukrainy.